# Bitva u Nikopole (1877)
Bitva u Nikopole byla jedna z prvních bitev rusko-turecké války (1877–1878). Bojovalo se o pevnost Nikopol na Dunaji. Skončila ruským vítězstvím a otevřela tak ruským vojskům možnost rozhodné ofenzívy směrem na střed severního Bulharska.

## Okolnosti
Po překročení Dunaje poblíž Svištova, které ruské jednotky provedly 27. června,greg. se stala klíčovou pevnost Nikopol. Pro předmostí u Svištova představovala pevnost potenciální nebezpečí, které bylo kvůli jeho rozšíření a zabezpečení nutno rychlé odstranit. Proto se ruský západní odřad začal přesouvat a 26. června vydal vrchní velitel Nikolaj Nikolajevič rozkaz k dobytí města. Ačkoli některé jednotky byly stále v Rumunsku, generálporučík Nikolai von Krüdener zamířil ke vsi Marševica a 10. červencegreg. ji obsadil. V následujících dnech se kozácké oddíly pokusily shromáždit informace o nepříteli, ale jeho baterie jim nedovolily proniknout k opevnění. Uprchlí Bulhaři však uvedli, že turecká posádka nemá co jíst, jí suchary, je velmi demoralizovaná a skládá se hlavně ze starých vojáků, kteří nemají touhu bojovat. Generálporučík von Krüdener, který čekal na přesun všech svých vojsk, naplánoval útok na Nikopol na 15. července 1877.greg.
Turecké velení nemělo v oblasti dostatek sil, aby se postavilo ruským jednotkám. Z tohoto důvodu měl albánský armádní sbor s velitelem Osmanem pašou po ponechání dostatečných sil k obraně Vidinu postoupit ve směru Loveč-Tarnovo a po spojení se silami Ahmeda Ejuba paši, který táhl od Šumenu, postupovat směrem ke Svištovu. V souladu s plánem zamířil Osman paša do Nikopole s 19 bataliony, 5 švadronami a 9 bateriemi. Po cestě připojil další 3 bataliony z posádky v Orjachovu a nařídil Hasanovi pašovi v Nikopoli, aby vydržel až do posledního muže, protože mu přichází na pomoc.

### Nikopolská pevnost

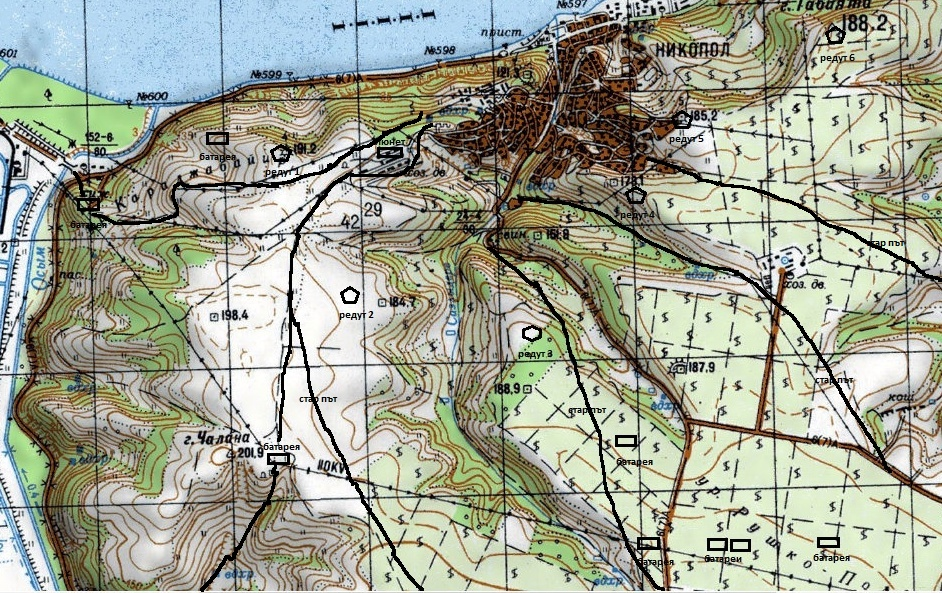
Mapa tureckých baterií a záloh poblíž Nikopole

V Nikopoli před válkou žilo několik tisíc lidí, přičemž převládali Turci. Ze severu je město přirozeně chráněno řekou Dunaj, na východě se nachází strmé údolí řeky Ermenlujska a na západě je skalnatý břeh řeky Osăm. Město je zranitelné pouze z jihu, z Vărbelské planiny, která je ale úzká a neumožňuje nasazení velkých sil.
Nikopol se skládala ze tří čtvrtí: turecké, židovské a bulharské, ve které stál krásný kostel a pěkná škola. Město bylo těžce poškozeno odstřelováním ruskými bateriemi z protějšího břehu Dunaje. Bylo zahájeno už během výsadku u Svištova, aby odvedlo pozornost Turků. 27. červnagreg. bylo město zapáleno a požár trval po celý týden.
Turci začali opravovat dosud opomíjenou pevnost, protože ji považovali za pravděpodobný cíl ruského výsadku. Byla postavena nová opevnění a stará děla s hladkým vývrtem byla nahrazena novými a moderními. Z východu, jihu a západu byly před pevností postaveny v půlkruhu baterie, které představovaly přední linii obrany. Baterie byly vzájemně propojeny okopy a zákopy, které zůstaly pro Rusy nepozorovatelné, protože byly vykopány v hustých polích, vinicích a sadech. Vzadu na velitelských výšinách kolem města bylo postaveno šest pevnůstek a lunet, které představovaly druhou obrannou linii. Opěrné body byly propojeny telegrafními linkami. Před nimi byly vykopány příkopy obložené kameny. Západně od vesnice Muselievo, na levém břehu Osămu bylo postaveno samostatné opevněné předmostí. Zpočátku bylo na obranu Nikopole přiděleno asi 10 500 mužů pod velením Hasana paši, ale poté, co byl Atuf paša vyslán obsadit Pleven s asi 2 000 muži, byla posádka snížena na asi 8 500 vojáků.

### Ruské síly

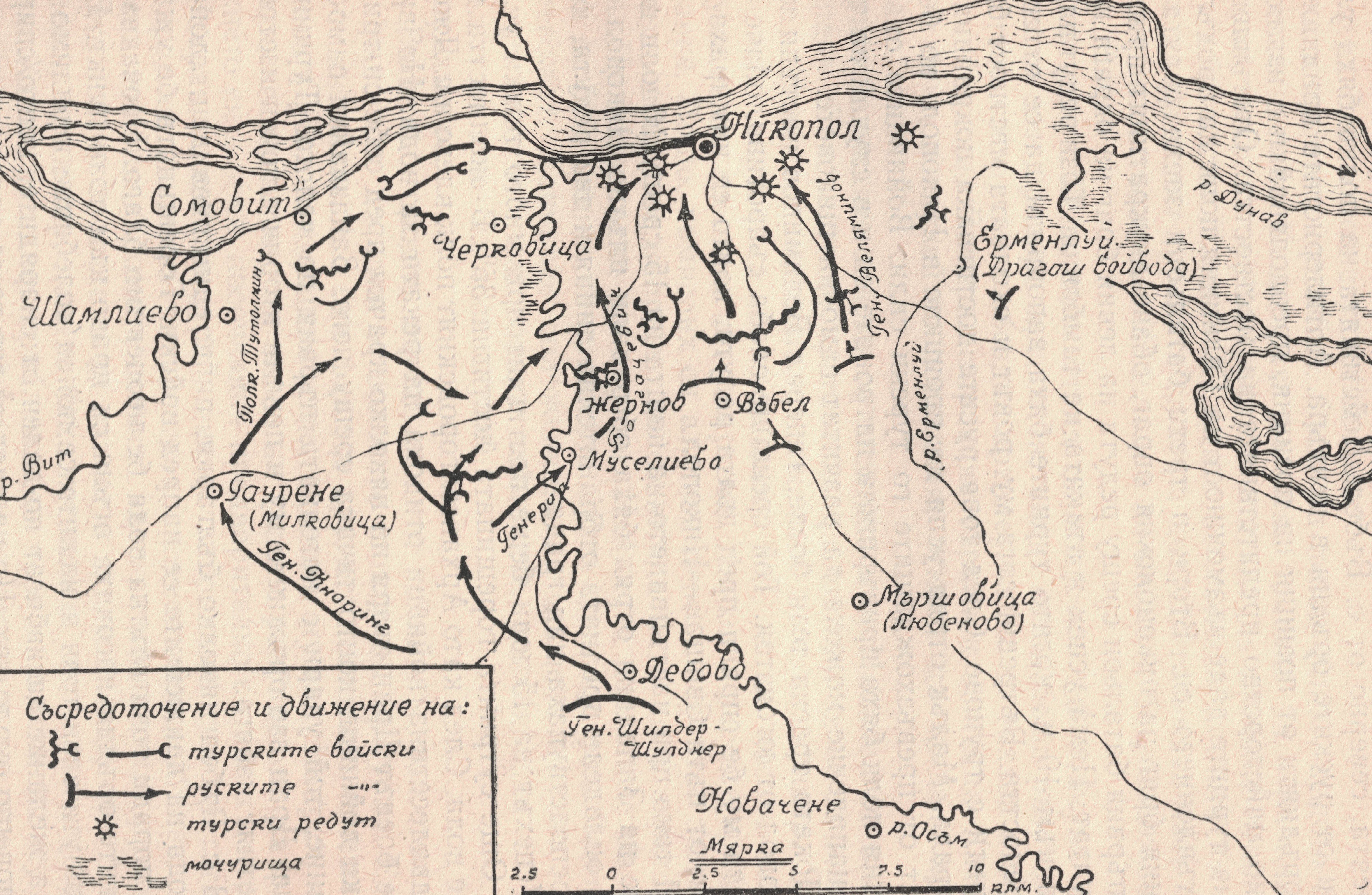
Mapa bitvy u Nikopole 3. července 1877

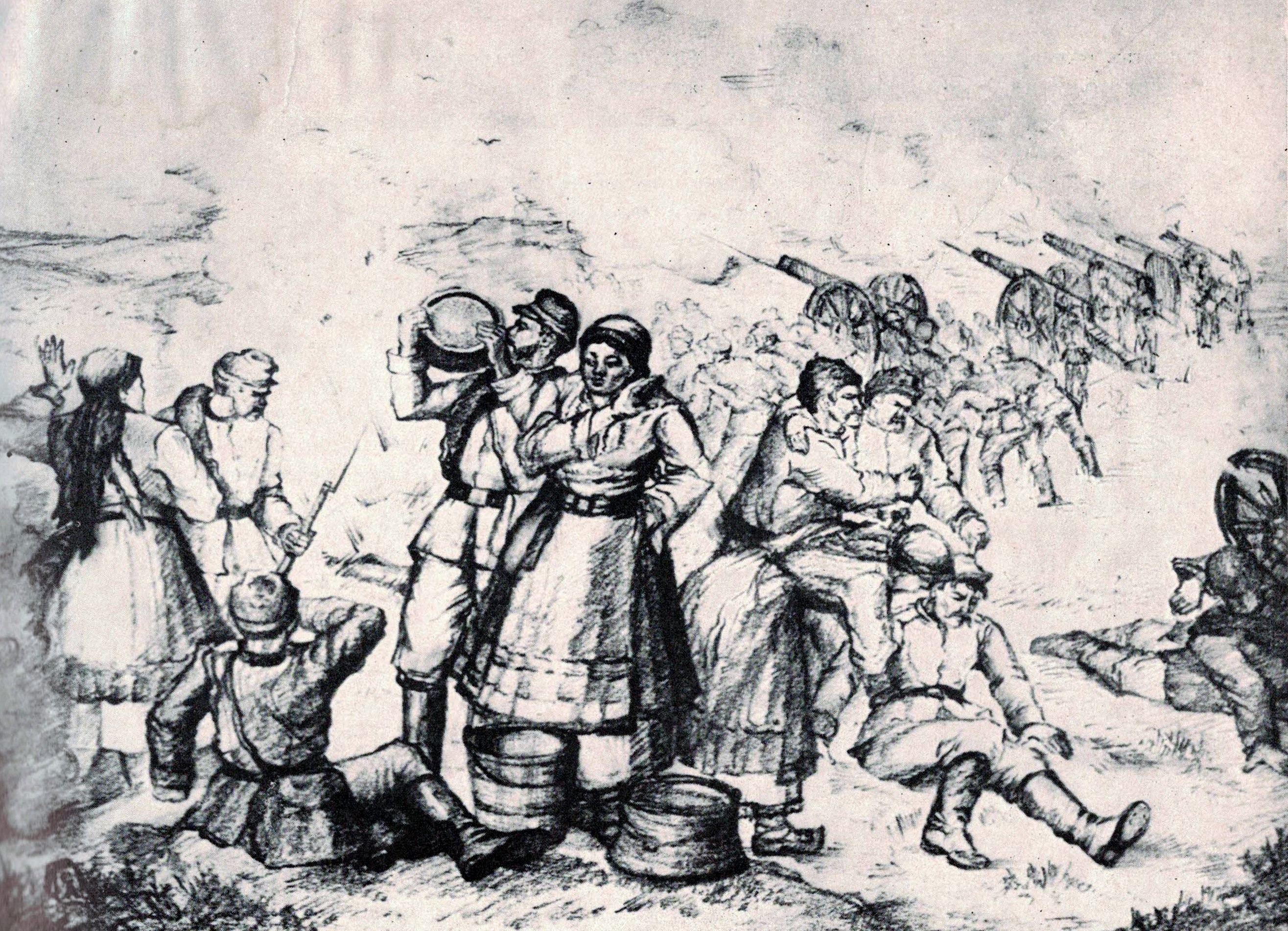
Bulharky z vesnice Văbel přinášejí vodu ruským vojákům

K dobytí pevnosti Nikopol vyslalo ruské velení 9. armádní sbor pod velením generálporučíka von Krüdenera s 18 pěšími prapory, 24 švadronami a 92 děly, ve kterém bylo:
- Pěchota :
  - 17. archangelský pěší pluk
  - 18. vologdský pěší pluk
  - 20. haličský pěší pluk
  - 121. penzenský pěší pluk
  - 122. tambovský pěší pluk
  - 123. kozlovský pěší pluk
- Jízda :
  - 9. bužský ulanský pluk
  - 9. donský kozácký pluk
  - 34. donský kozácký pluk
  - 2. kubáňský kozácký pluk
  - Vladikavkazsko-osetský kozácký pluk
  - Gornotěrská horská jízda a regulární pluk
- Dělostřelectvo :
  - 5. dělostřelecká brigáda
  - 31. dělostřelecká brigáda
  - 2. donská kozácká baterie
  - 1. donská kozácká jezdecká horská baterie
- Ženisté :
  - 1. rota 5. praporu ženistů

### Plán útoku
Generálporučík von Krüdener rozdělil vojska do dvou kolon se společnou zálohou. Pravá kolona, které velel generálmajor Pavel Laškarjov a která se skládala ze 6 praporů a 2 setnin, měla za úkol držet vesnici Văbel a podporovat hlavní úder. Levá kolona, které velel generálporučík Jurij Schilder-Schuldner a která se skládala ze 6 praporů, 13 švadron a 30 děl, měla postupovat mezi řekami Vit a Osăm, zmocnit se mostů a působit proti nepříteli na pravém břehu řeky Osăm. Tímto způsobem měl být odříznut ústup posádky na západ a na jih. Celková záloha o 6 praporech zůstala pod velením von Krüdenera. Plán předpokládal směr hlavního útoku ze západu a jihozápadu, kde byla obrana nejslabší. Kromě toho se počítalo s pomocí 63 obléhacích a polních ruských děl rozmístěných na opačném břehu Dunaje.

## Bojové operace

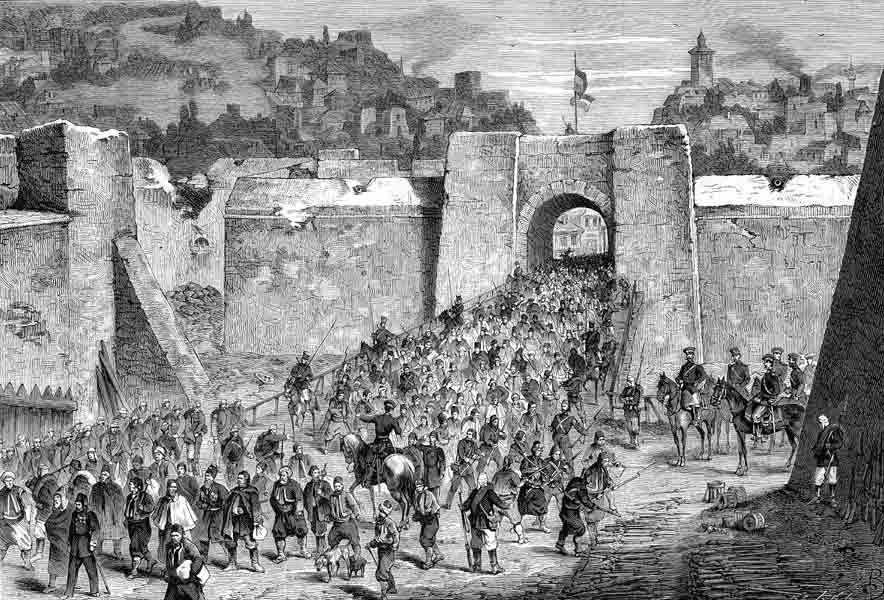
Kapitulace nikopolské posádky 4. července^{jul.} 1877

Bitva začala 15. červencegreg. ráno, přibližně ve 4:00, dělostřeleckou palbou ze 40 děl ve středu, který se nacházel východně od vesnice Văbel. 20. haličský pěší pluk obsadil tuto vesnici a Turci odpověděli střelbou. Zasáhly také dvě turecké baterie, které však byly brzy umlčeny. 121. penzenský pěší pluk odrazil pokus turecké pěchoty o průnik ke Svištovu.
Levá kolona generálporučíka Schildera-Schuldnera opustila vesnici Debovo ve 4:00, nepozorovaně se přiblížila po levém břehu Osămu a rozdělila se na tři části a zaútočila na opevněné předmostí poblíž vesnice Muselievo. Opevnění bránily 3 bataliony se 3 děly, ale v poledne jej 18. vologdský pěší pluk dobyl, což usnadnilo akce levého křídla pravé kolony, kde 123. kozlovský pěší pluk obsadil vesnice Muselievo a Džorno, mlýn a dva mosty přes řeku Osăm na silnicích Nikopol-Gradešti a Nikopol-Pleven. Tím byl posádce odříznut ústup. Ve 14 hodin oba pluky dobyly dvě baterie nalevo a napravo od silnice Nikopol-Gradešti a v 16 hodin byl zahájen útok proti pevnůstce nalevo od silnice a následný protiútok byl odražen. Příchod noci zastavil útoky na pevnůstku a sousední lunetu. Pluky se utábořily poblíž vesnice Muselievo.
Severně od tohoto tábora levé kolony byly části Kavkazské kozácké brigády pod velením plukovníka Ivana Tutolmina se 6 děly. Jejich úkolem bylo sledovat cestu do vesnice Guljanci a přerušit spojení s vnějším světem. Asi ve 14 hodin obsadil plukovník Ivan Tutolmin vesnici Somovit a večer rozložil tábor na jih od vesnice.
Když se generálporučík von Krüdener dozvěděl o úspěchu levé kolony, nařídil také útok pravé koloně. 20. haličský pěší pluk přes těžkou palbu překonal otevřený prostor a zachytil se v zákopech a bateriích severně od vesnice Văbel. Děla ve středu usnadnila přesnou střelbou jejich úkol a umožnila mu pokračovat v útoku. Pevnůstka č. 2 na pravé stráni Nikopolské rokle byla dobyta, ale útok na pevnůstku č. 3 na levém úbočí selhal. Ve 16:00 byl ze zálohy do bitvy přivelen 122. tambovský pěším pluk, ale útok byl opět neúspěšný. Pevnůstka byla dobyta až v 19 hodin společným úsilím obou pluků. Přeživší Turci se stáhli do pevnosti.
Ofenzívu z východu a jihovýchodu generálporučíka Nikolaje Veljaminova zastavily dvě pevnůstky č. 4 a č. 5 na obou stranách silnice Nikopol-Svištov.
Počátek noci boje ukončil, když ruské jednotky obklíčily město. Získaly první obrannou linii a obě pevnůstky č. 2 a č. 3 jižně od Nikopole, které měly význam pro velení. Ruského úspěchu bylo dosaženo v extrémně obtížných podmínkách, protože teplo během dne přesahovalo 35 °C a v oblasti nebyla pitná voda.
V noci se západní odřad připravil k rannímu útoku na pevnost, jejíž zeď byla částečně poničena dělostřelectvem. Ten se však neuskutečnil. Silně demoralizovaná turecká posádka v kritické situaci hrozila Hassanovi pašovi vzpourou, pokud pevnost nevydá Rusům. Nad pevností byla vyvěšena bílá vlajka. Podplukovník Maciewski se dvěma vojáky vylezl na zeď a skočili dovnitř pevnosti. Odemkli bránu a do města vstoupila ruská vojska. Klíče od pevnosti byly předány generálporučíkovi von Krüdenerovi. Prapor 123. kozlovského pěšího pluku byl vyvěšen na bráně a po předání zbraní začali vojáci opouštět pevnost. Průvod trval několik hodin. Bylo zajato asi 7 000 důstojníků a vojáků, 113 děl, 10 000 pušek, střelivo a 6 praporů. V přístavu kotvily dva monitory, které se ani nepokusily uniknout a byly zajaty i se svými posádkami.
Bezprostředně po bitvě 16. a 17. červencegreg. byla pevnost uvedena do pořádku, zajatci byli spočítáni a vojenské trofeje posbírány. Zajatí turečtí vojáci byli odvedeni podél Dunaje a hlídáni pod širým nebem. Na rozkaz vrchního velitele Nikolaje Nikolajeviče byl Hasan paša převezen do generálního štábu a zajatí vojáci s potřebnými zásobami byli pod velením generálporučíka Vasilije Kataleje odesláni přes Svištov do Bukurešti v Rumunsku. Z města bylo ruskými vojáky odvedeno asi 2 000 rodin místního muslimského obyvatelstva poté, co bylo odzbrojeno. Bylo nařízeno, aby získané zbraně zůstaly v Nikopoli a bylo jimi vyzbrojeno bulharské obyvatelstvo. Generálporučík von Krüdener dostal rozkaz se s dostupnými jednotkami okamžitě přemístit do Plevenu a obsadit jej a město Nikopol předat rumunským jednotkám.

## Výsledek
Bitva u Nikopole skončila vítězstvím ruských zbraní a vedla k osvobození města. Ruské předmostí u Svištova bylo rozšířeno a od západu zajištěno. Velká turecká posádka byla zničena a turecká armáda byla demoralizována. Vítězství zvedlo náladu a sebevědomí ruských vojáků a posílilo jejich víru v konečné vítězství. Otevřely se příznivé příležitosti k ofenzívě do středu severního Bulharska. Když se Osman paša dozvěděl, že západoruský odřad dobyl Nikopol, právě překračoval s vojskem řeku Iskăr a okamžitě změnil směr přesunu směrem k Plevenu. Tím ho jednak výrazně urychlil, jednak si vytvořil skvělé podmínky k získání pevného bodu uprostřed severního Bulharska, který Rusové nemohli během následujících šesti měsíců dobýt.

## Ztráty
Bitva u Nikopole si vyžádala asi 1 300 zabitých a zraněných Turků a asi 7 000 zajatých mužů. Rusové měli 1 311 zabitých a zraněných důstojníků a vojáků.
Ihned po pádu města byly rozeslány třemi směry oddíly o sto vojácích a jednom důstojníkovi, které prošly cestu útoku a vyzvedly zabité a zraněné. Zranění byli převezeni do tří nemocnic, hlavní byla v dědině Maršovica. Místní křesťanská populace se do sběru zraněných zapojila s volskými povozy. Většina prostých vojáků byla pohřbena do hromadných hrobů uvnitř tureckých pevnůstek 16. červencegreg. večer. 18. červencegreg. se za přítomnosti všech konala slavnostní vzpomínková bohoslužba za oběti.

## Pomníky
Na památku zabitých ruských vojáků a důstojníků bylo postaveno 9 pomníků:

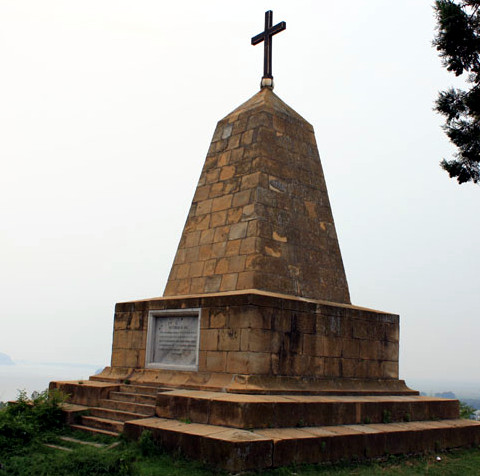
Pomník pěších pluků archangelského, vologdského, haličského, penzenského, tambovského, Kozlovského, 9. donského kozáckého, 2. kubáňského kozáckého a vlkadikavkazského kozáckého, osetínského nepravidelného jízdního pluku, 5. a 31. dělostřelecké brigády, 2. donské kozácké baterie, 1. donské horská jízdní baterie, 1. rotě 5. ženijního praporu
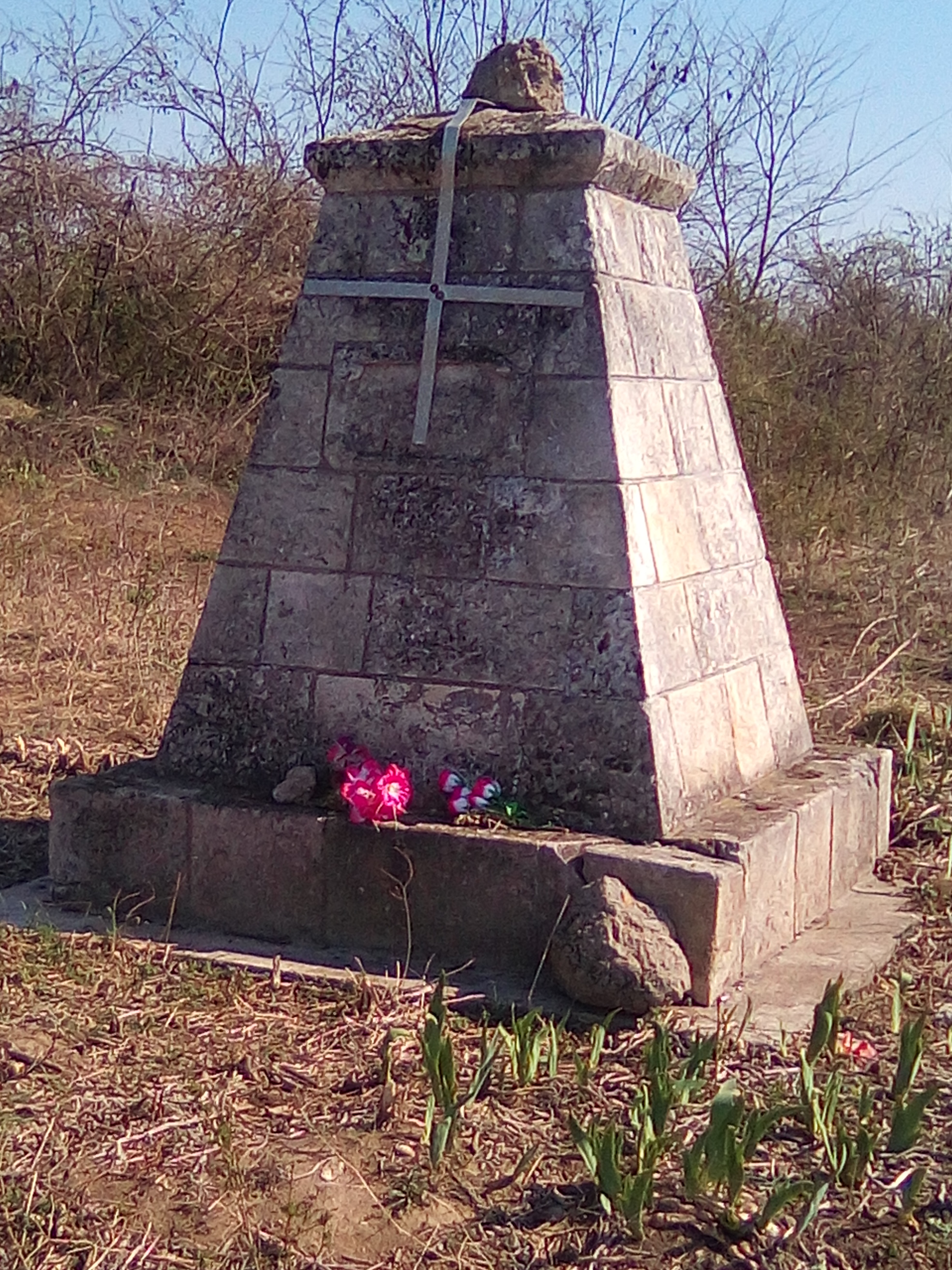
Pomník nad společným hrobem ruských vojáků padlých při dobývání Nikopole 3. července 1877
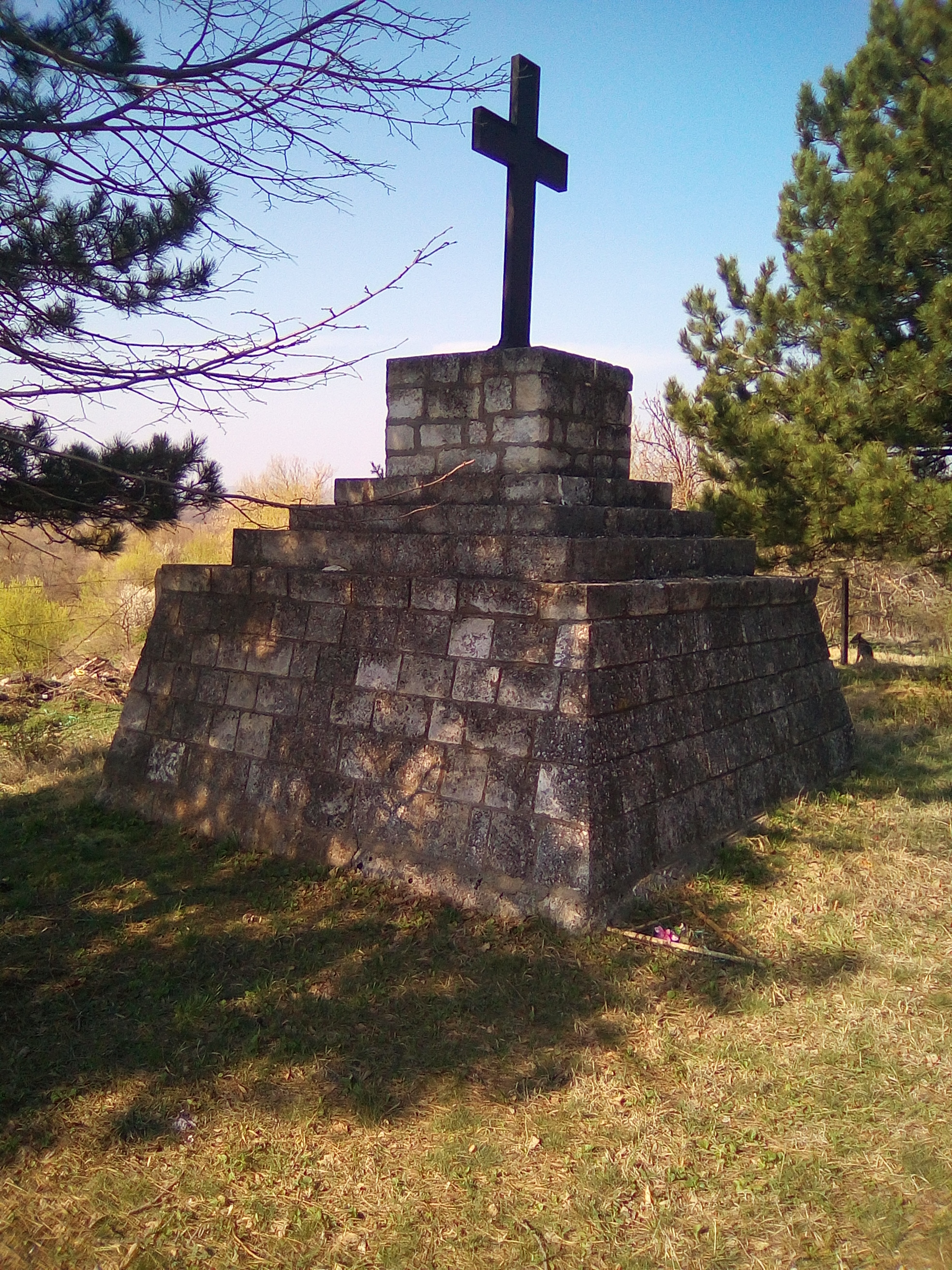
Pomník nad společným hrobem 48 vojínů 123. kozlovského pěšího pluku padlých při dobývání Nikopole 3. července 1877
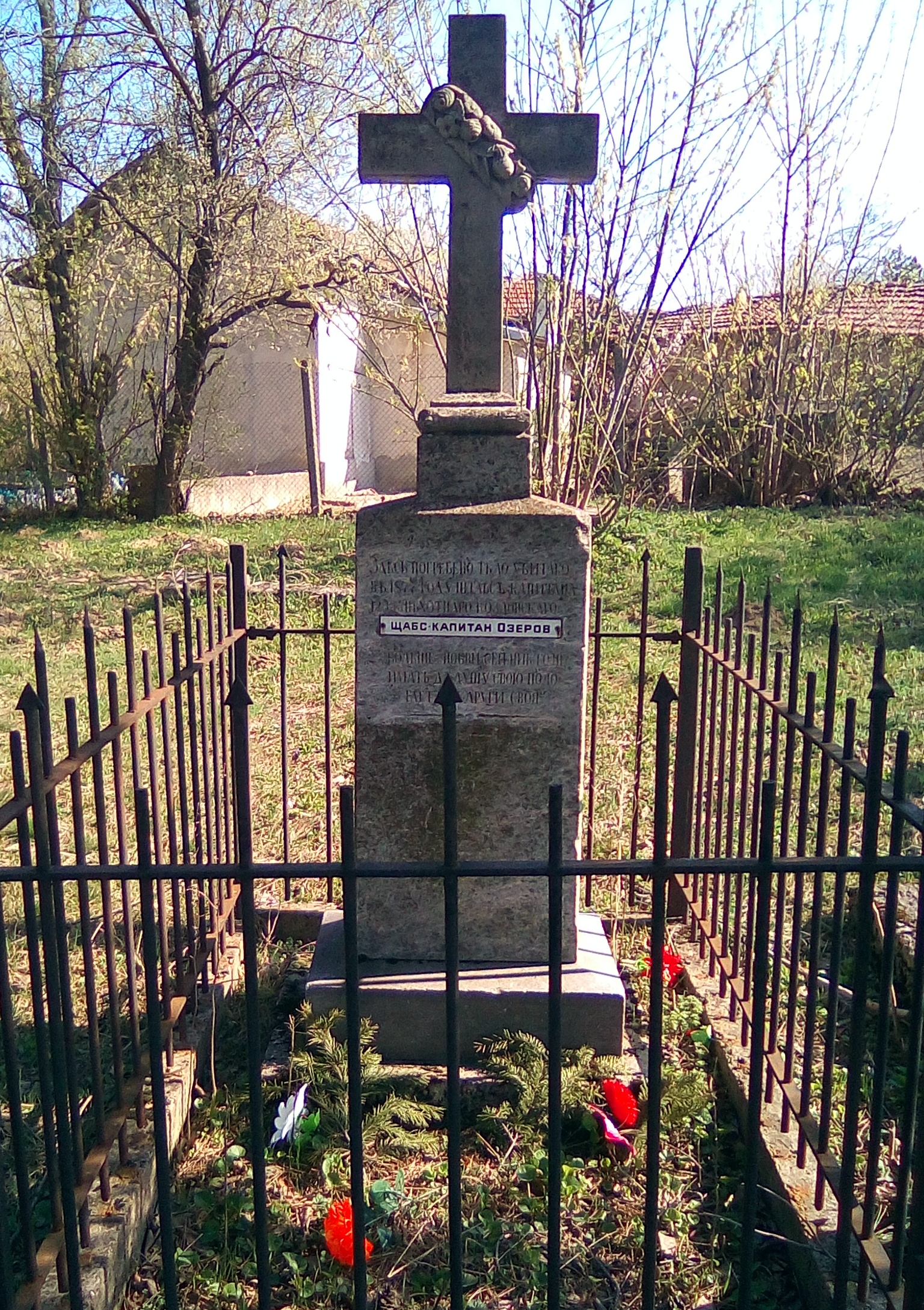
Náhrobek štábního kapitána Alexandra Alexandroviče Ozerova ze 123. kozlovského pěšího pluku, padl při dobývání Nikopole 3. července 1877
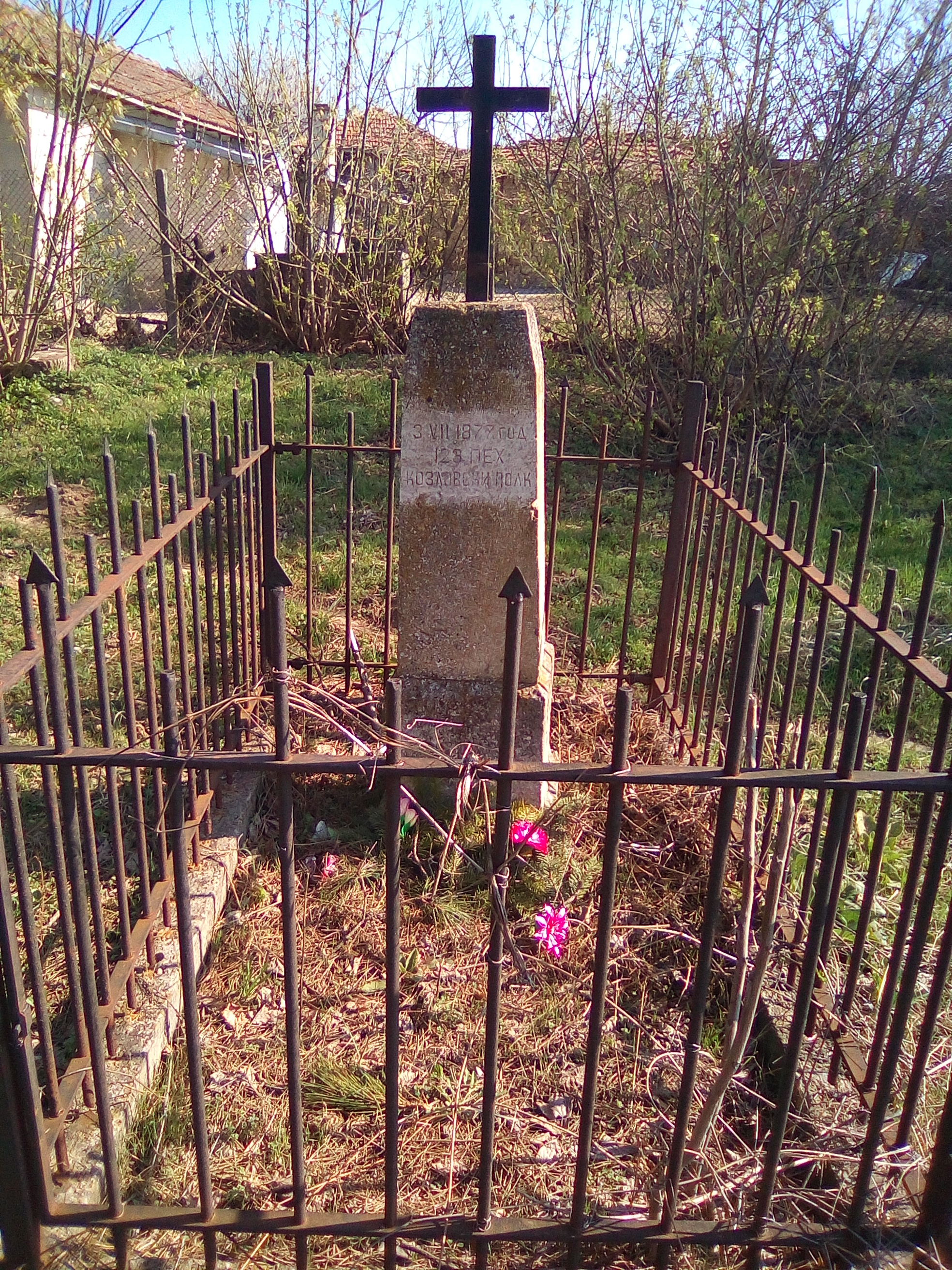
Náhrobek věnovaný podporučíkovi Kremeněckému ze 122. tambovského pěšího pluku padlému při dobývání Nikopole 3. července 1877 a pohřbenému ve vsi Mǎrševica (Ljubenovo)
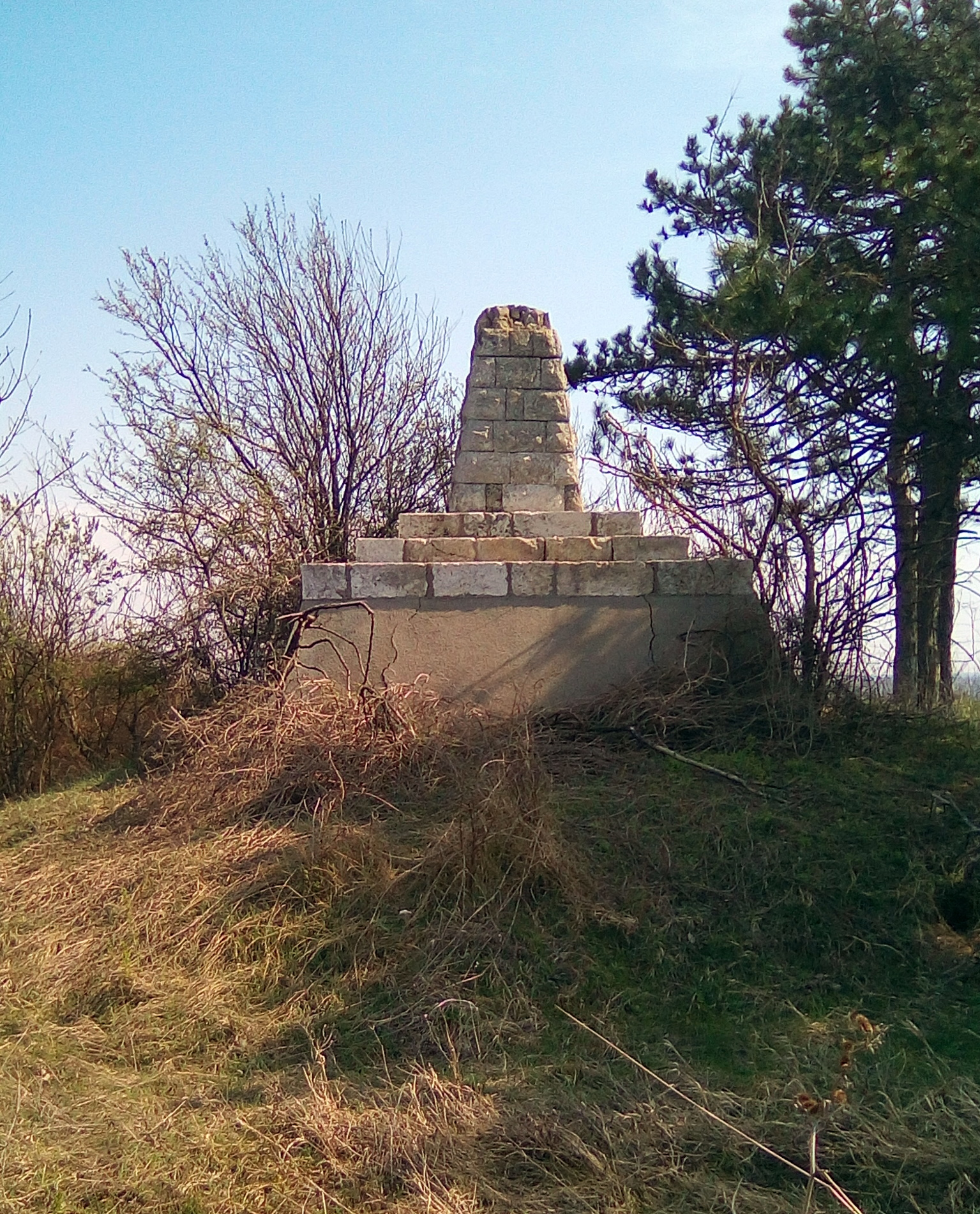
Pomník nad společným hrobem štábního kapitána Alexandra Čuta a praporčíka Viktora Andrejevského z 18. vologdského pěšího pluku padlých při dobývání Nikopole 3. července 1877 a pohřbených v redutě č. 1 pevnosti Nikopol
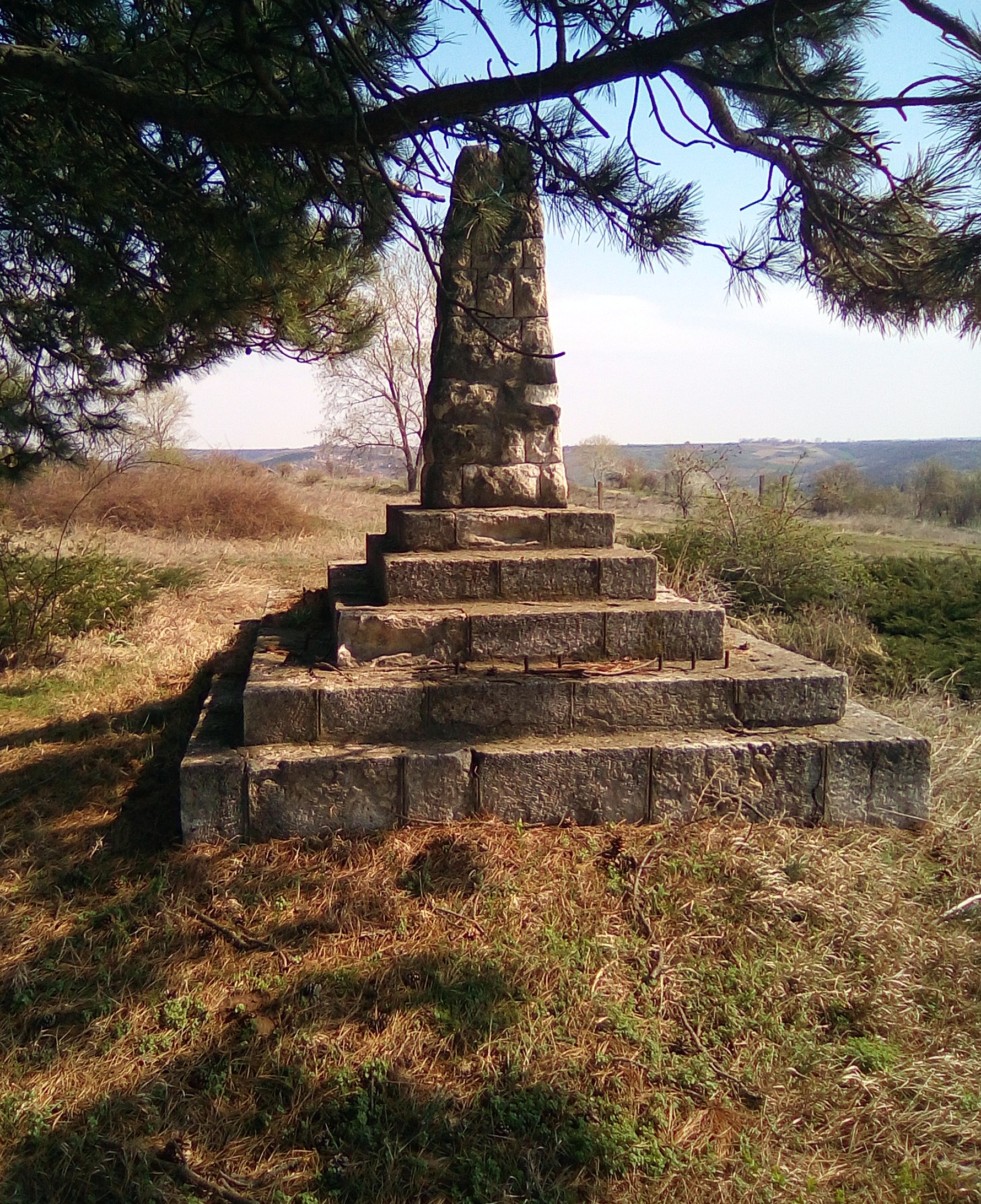
Náhrobek majora Vasilije Nikolajeviče Volčaněckého z 20. haličský pěší pluk padlého při dobývání Nikopole 3. července 1877
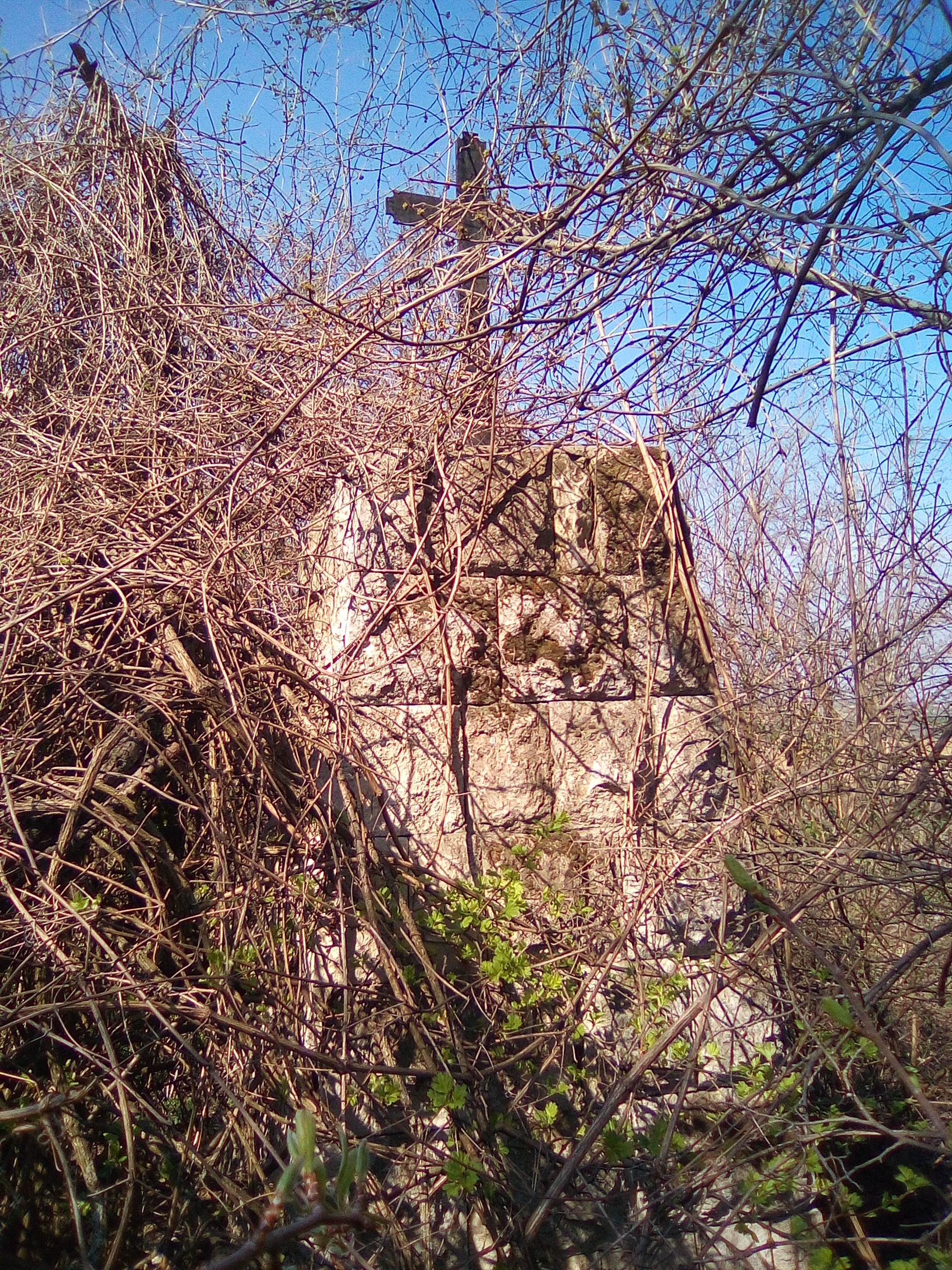
Pomník nad společným hrobem podporučíka Širjajeva a vojínů ze 122. tambovského pěšího pluku padlým 3. července 1877 při útoku na jižní redutu č. 3 pevnosti Nikopol a pohřbených 4. července v této redutě
Pomník nad společným hrobem ruských vojáků padlých při dobývání reduty č. 2 pevnosti Nikopol 3. července 1877 pohřbených v této redutě

## Galerie velitelů

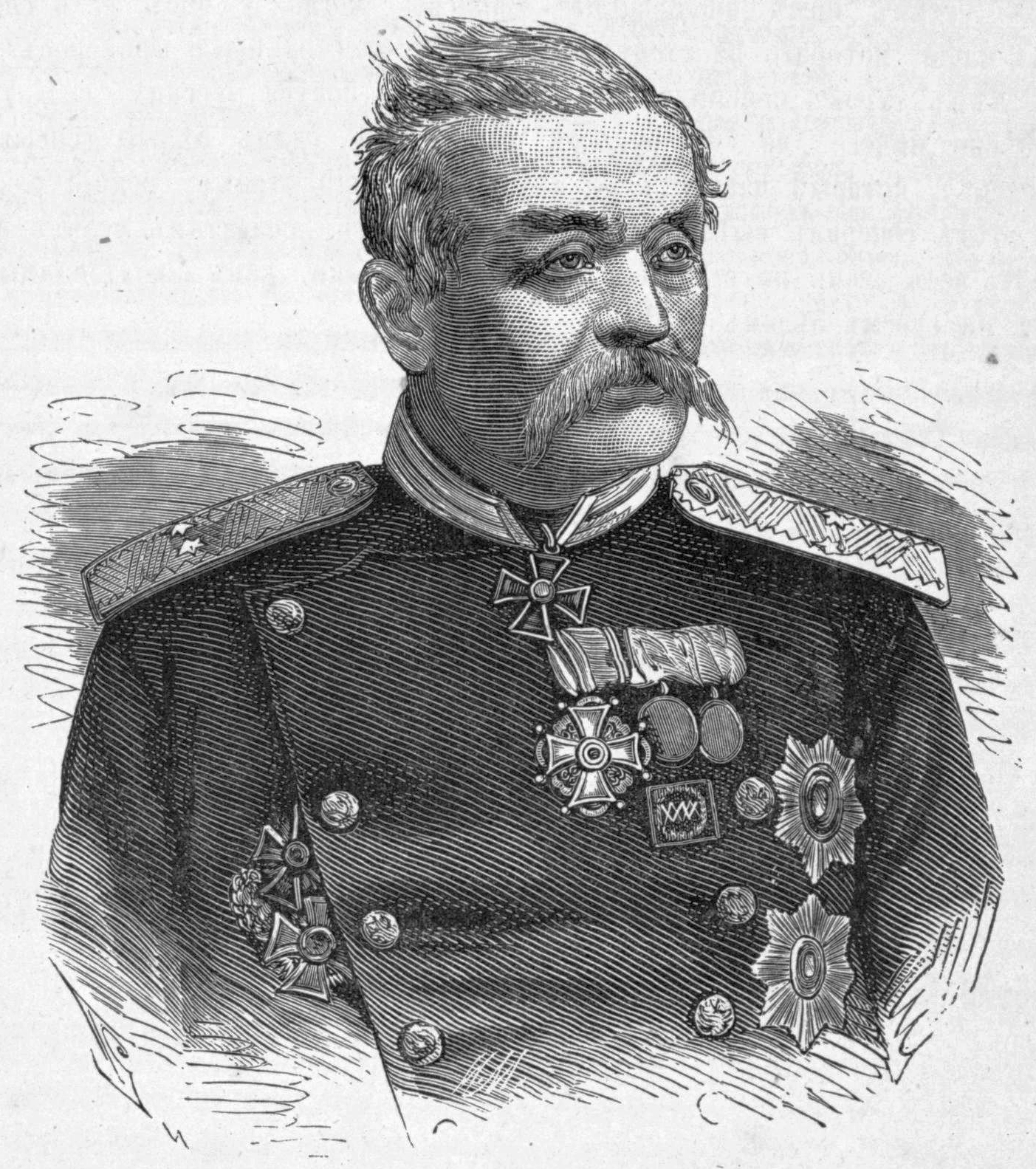
generálporučík Nikolai von Krüdener
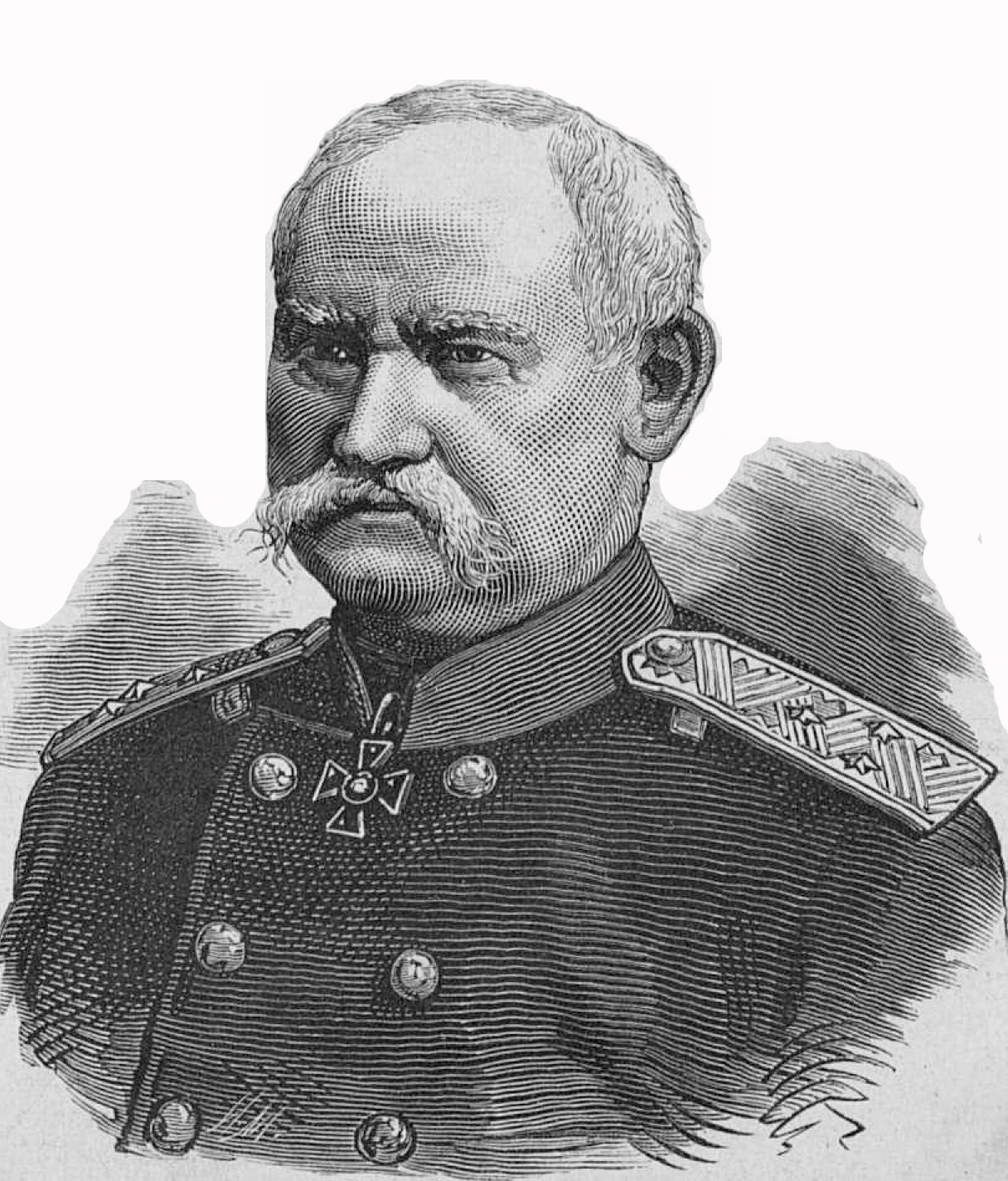
generálporučík Jurij Schilder-Schuldner
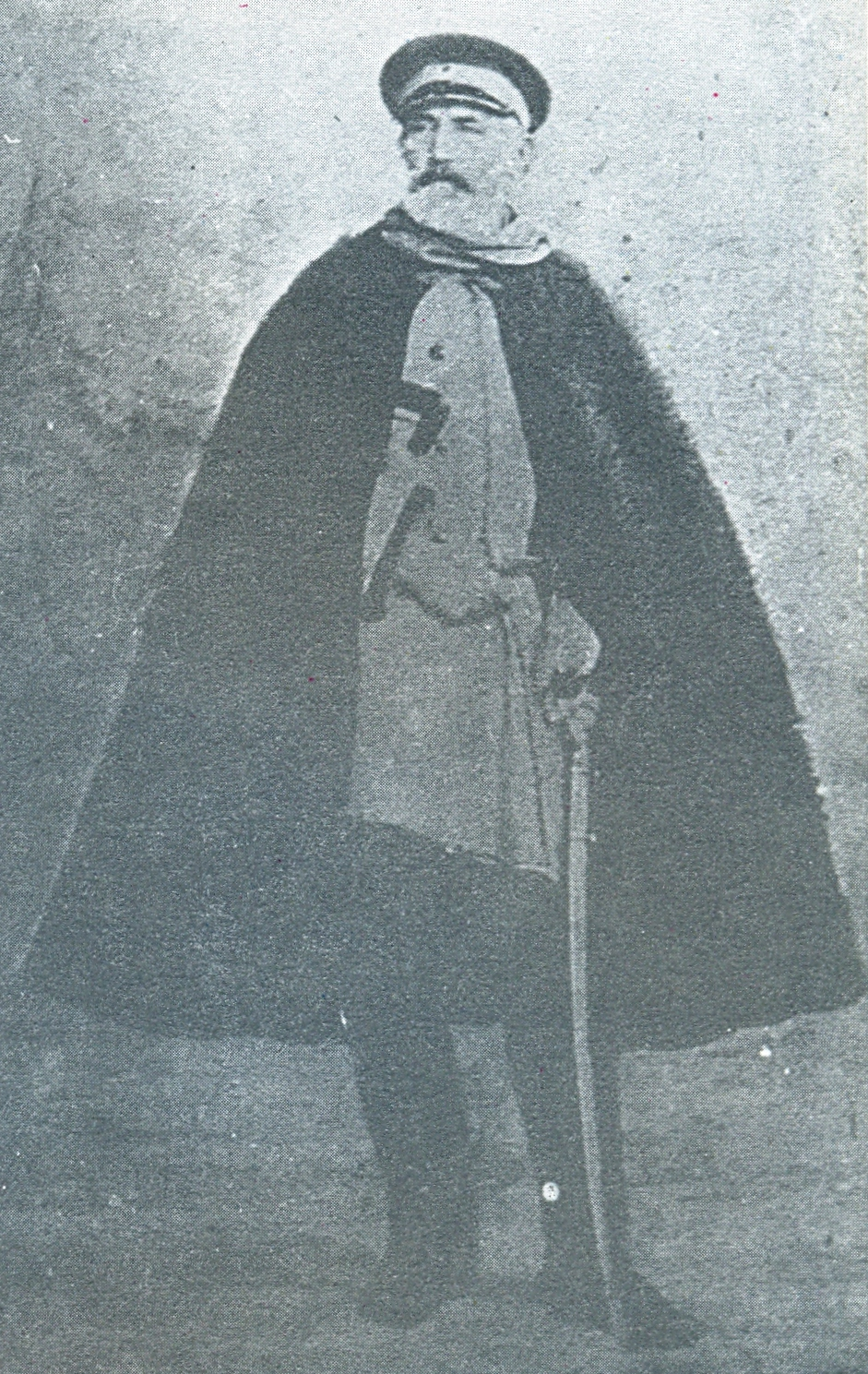
generálporučík Nikolaj Veljaminov
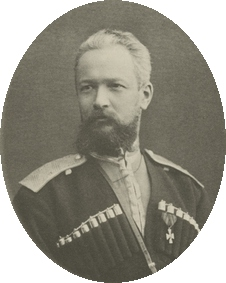
plukovník Ivan Tutolmin
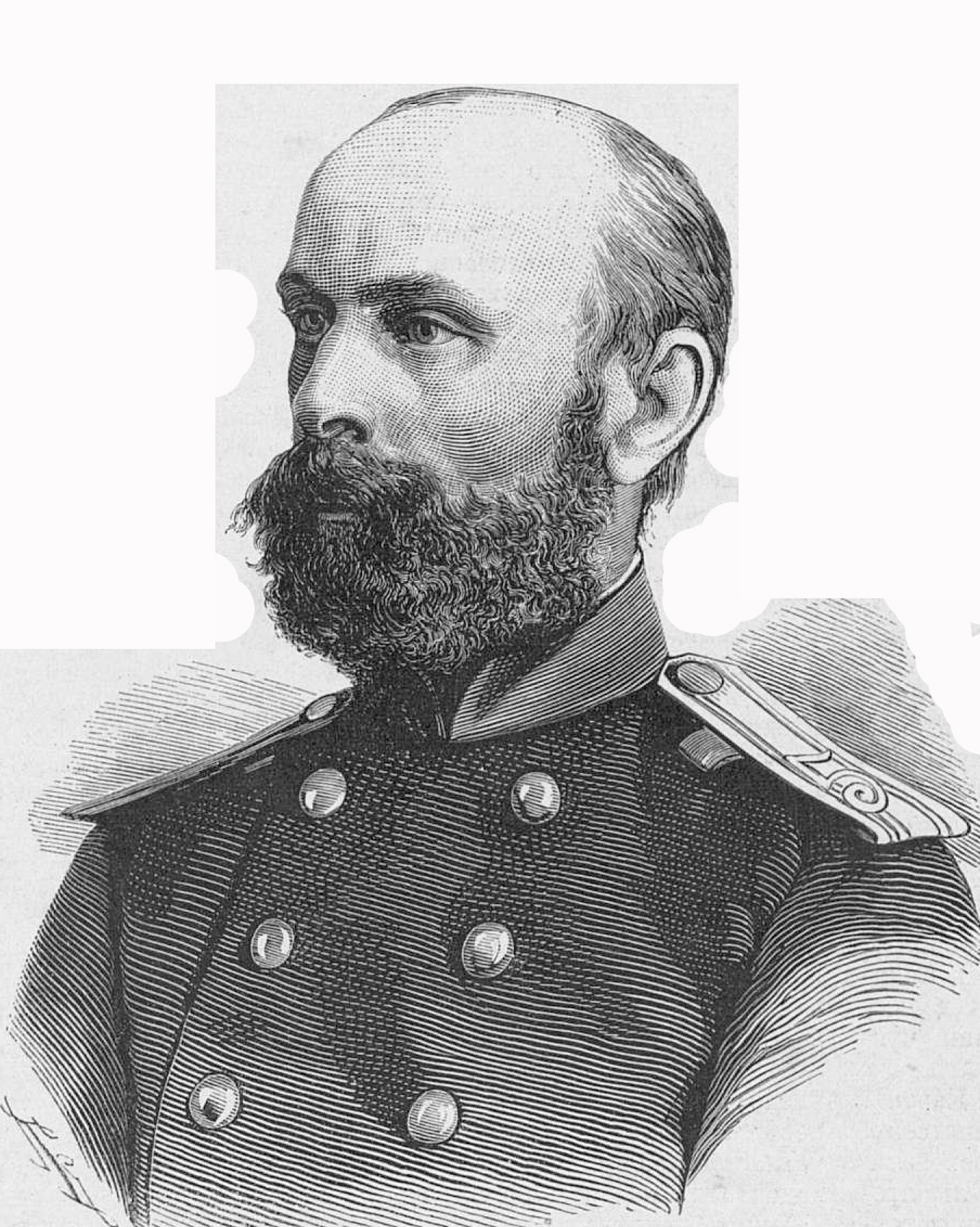
plukovník Ivan Rosenbom, velitel 17. archangelského pěšího pluku
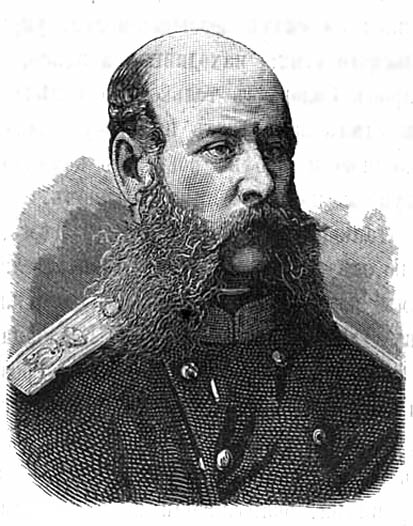
plukovník baron Nikolaj Salavjov, velitel 18. vologdského pěšího pluku
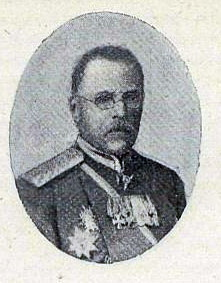
plukovník Pjotr Razgildějev, velitel 20. haličského pěšího pluku
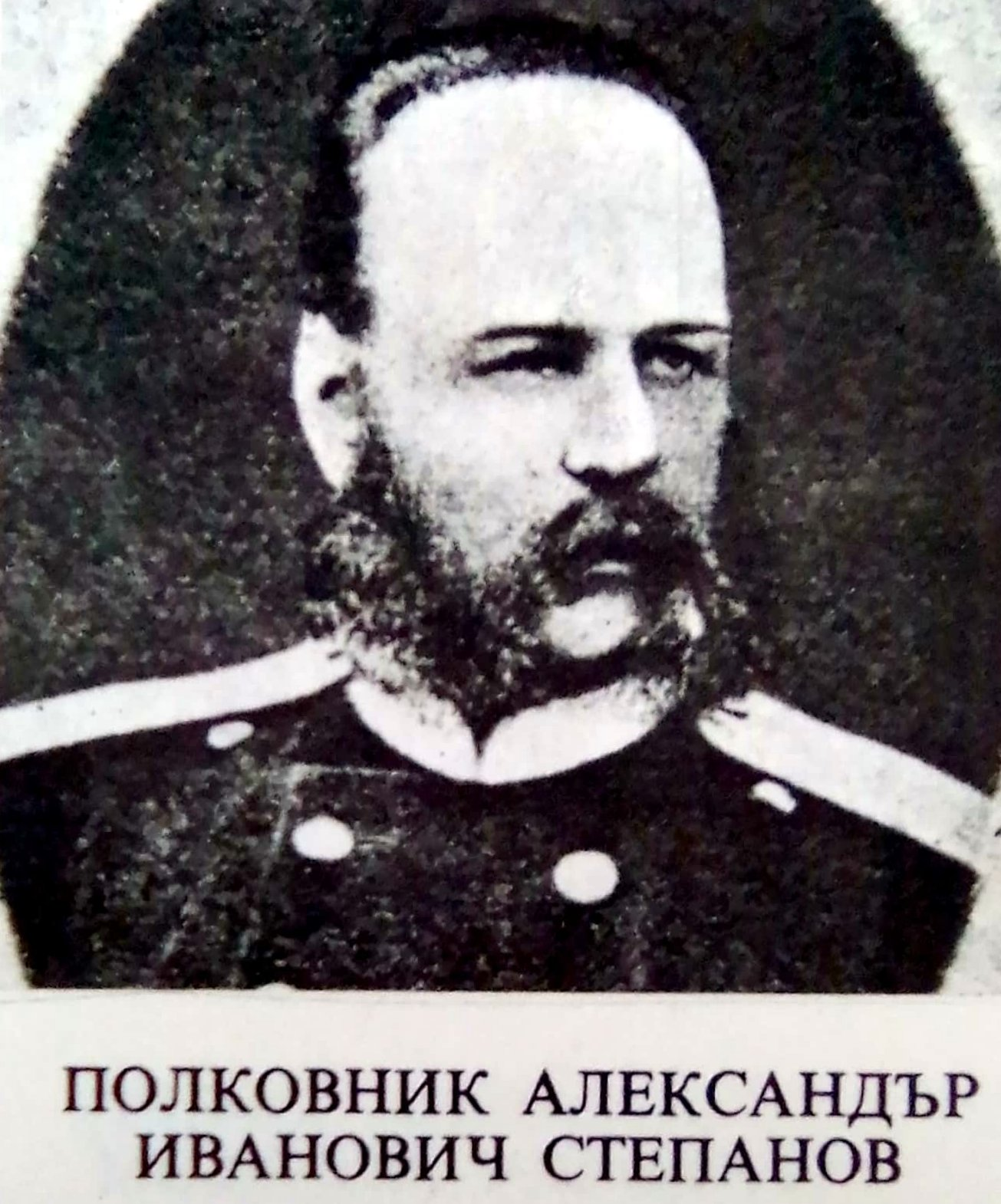
plukovník Alexander Stěpanov, velitel 123. kozlovského pěšího pluku
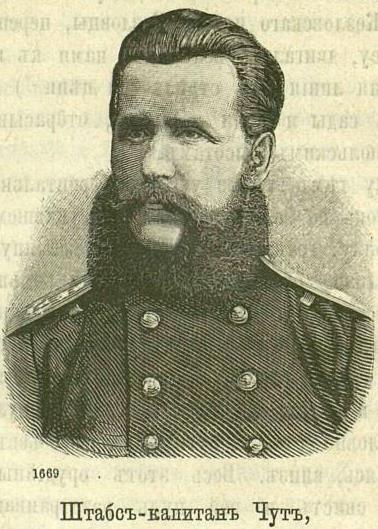
štábní kapitán Alexander Čut, velitel 5. roty 18. vologdského pěšího pluku (padl 3. července 1877)